# Szarańczowate

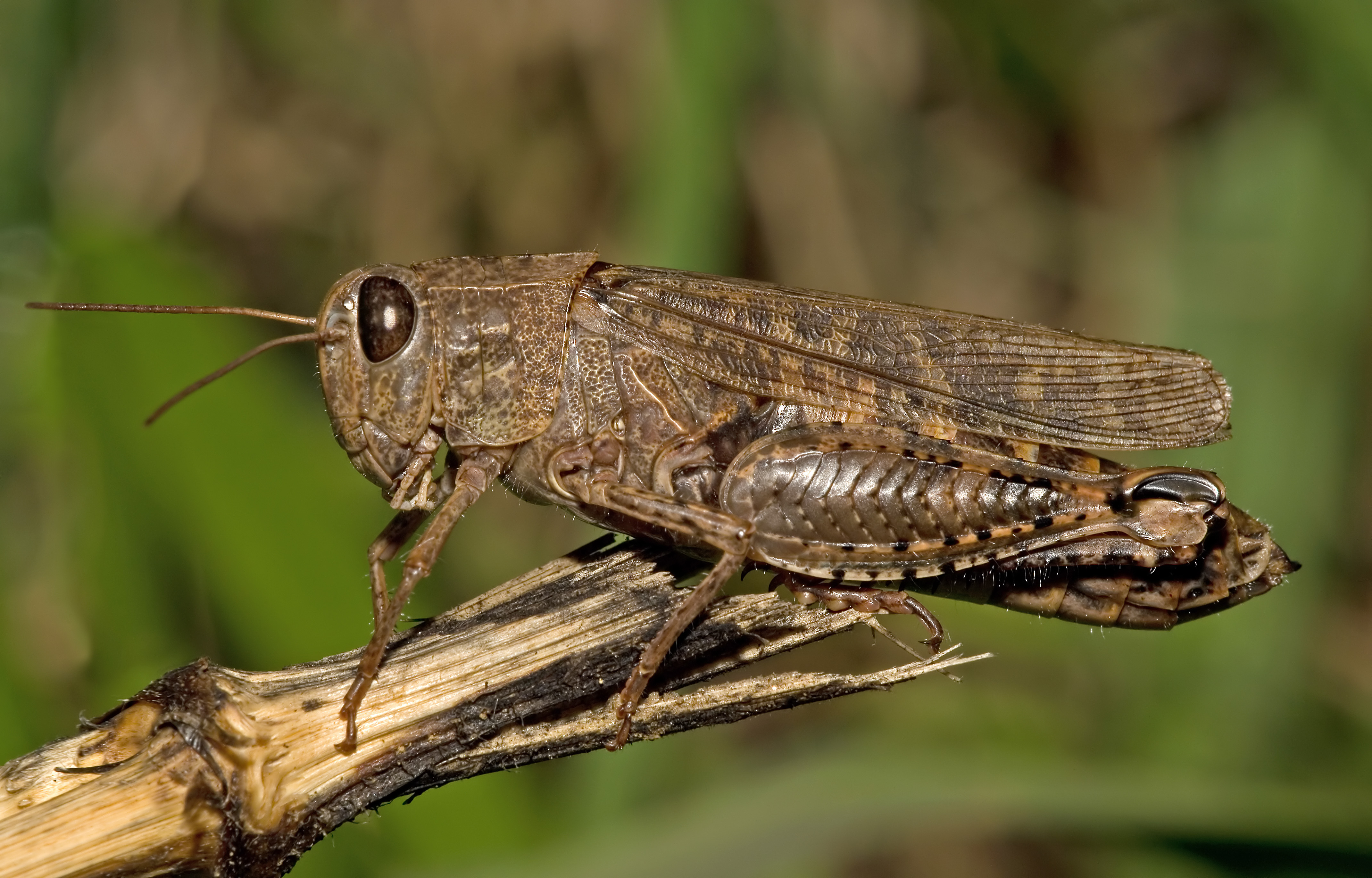
Samiec nadobnika włoskiego (Calliptamus italicus)

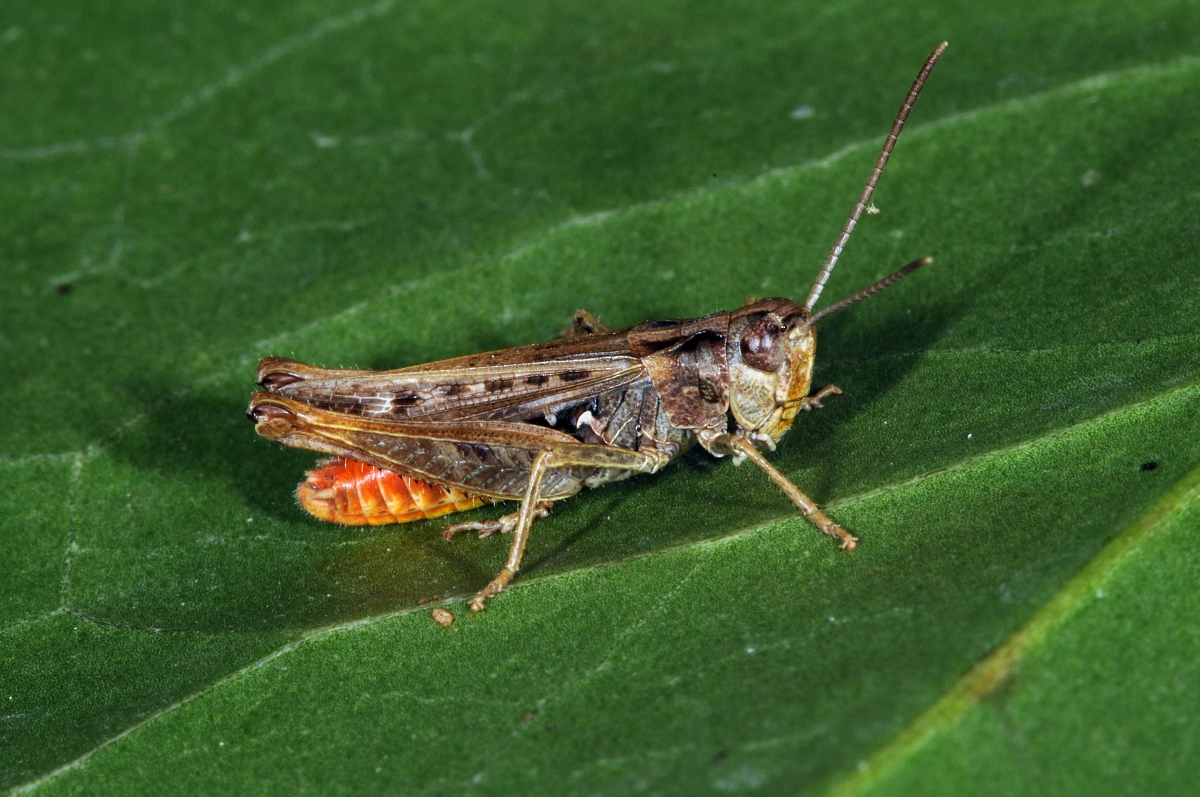
Omocestus haemorrhoidalis

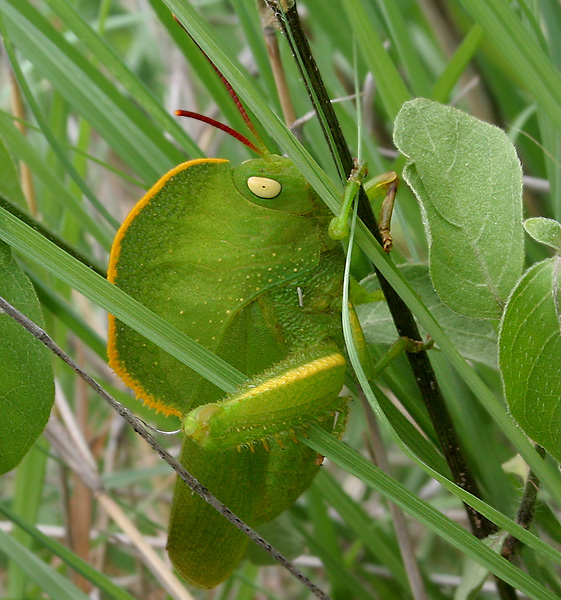
Teratodus monticollis

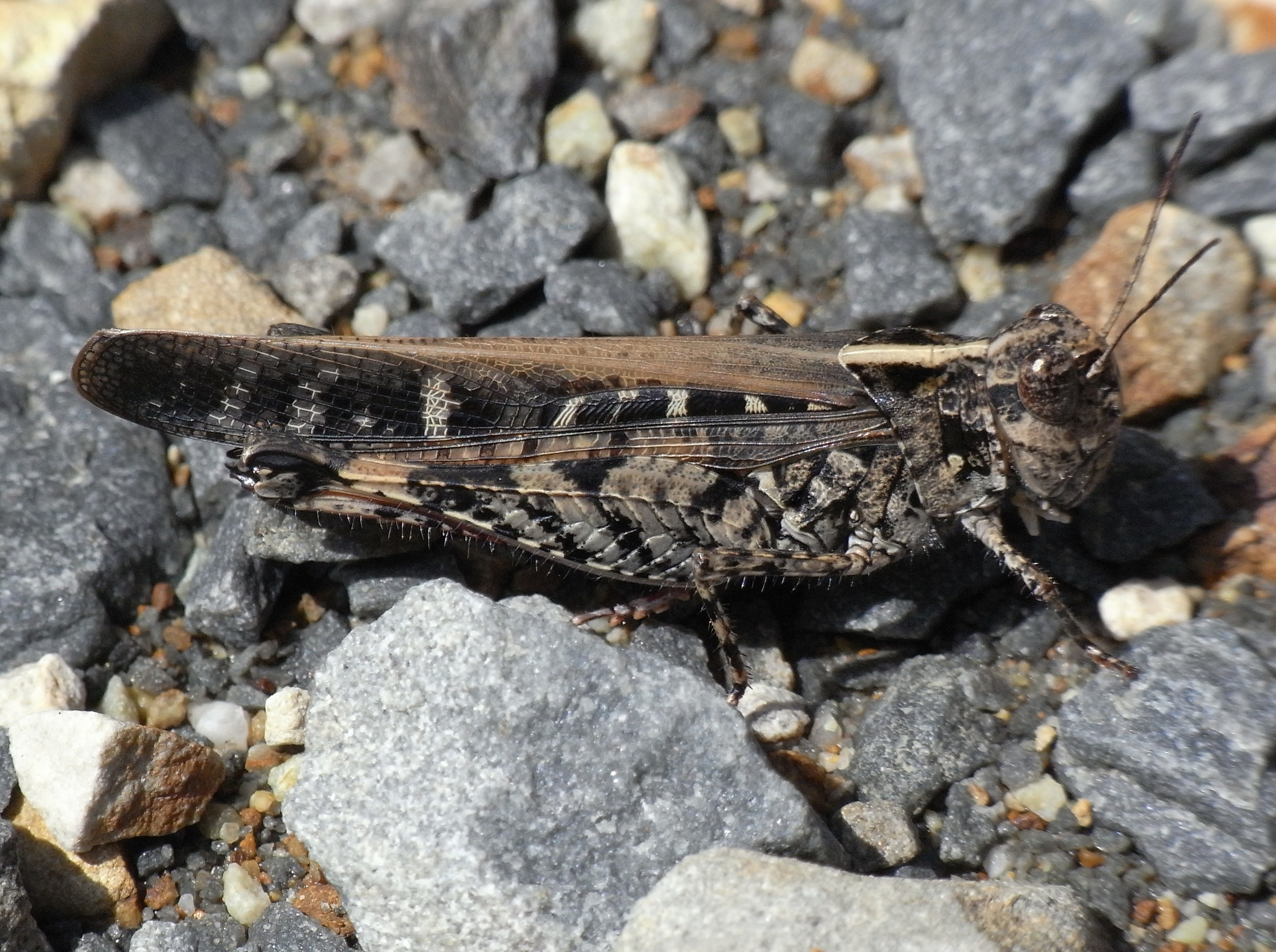
Heteropternis obscurella

Szarańczowate (Acrididae) – szeroko rozpowszechniona i najbardziej zróżnicowana morfologicznie rodzina owadów prostoskrzydłych (Orthoptera) obejmująca ponad 7500 gatunków, w języku polskim określanych nazwą szarańczaki. W większości zamieszkują ciepłe strefy klimatyczne – tropikalną i subtropikalną, mniej liczne są w klimacie umiarkowanym.
Są wśród nich gatunki zdolne do tworzenia form stadowych, zagrażających uprawom rolnym. Szarańczowate występują na całym świecie, poza Antarktydą. W Polsce stwierdzono 35 gatunków. 

## Cechy charakterystyczne
Morfologia
Szarańczowate należą do prostoskrzydłych krótkoczułkich (Caelifera). Charakteryzują się wydłużonym ciałem spłaszczonym bocznie, dużą w stosunku do ciała głową, skocznymi i masywnymi nogami tylnymi. Oprócz krótkich czułków, mają też krótkie pokładełko. Na pokrywach i biodrach trzeciej pary nóg posiadają aparaty strydulacyjne (u osobników obu płci), służące do wydawania dźwięków podczas ruchów nóg. Narząd słuchowy położony jest po stronie brzusznej na I segmencie odwłoka (u skakunowatych obu narządów brak). Stopa 3-członowa.
Długość ciała szarańczowatych wynosi od kilku mm do ponad 10 cm. 
Pokarm
Owady te są roślinożerne, liczne z nich są szkodnikami upraw (szarańcza wędrowna, szarańcza pustynna). 

## Klasyfikacja
Gatunki zaliczane do szarańczowatych grupowane są w podrodzinach:
- Acridinae(inne języki)
- Calliptaminae(inne języki) (nadobniki)
- Catantopinae(inne języki)
- Copiocerinae(inne języki)
- Coptacridinae(inne języki) (Coptacrinae)
- Cyrtacanthacridinae(inne języki)
- Egnatiinae(inne języki)
- Eremogryllinae(inne języki)
- Euryphyminae(inne języki)
- Eyprepocnemidinae(inne języki)
- Gomphocerinae(inne języki) (koniki)
- Habrocneminae(inne języki)
- Hemiacridinae(inne języki)
- Leptysminae(inne języki)
- Marelliinae(inne języki)
- Melanoplinae(inne języki)
- Oedipodinae(inne języki) (siwoszki)
- Ommatolampinae(inne języki)
- Oxyinae(inne języki)
- Pauliniinae(inne języki)
- Proctolabinae(inne języki)
- Rhytidochrotinae(inne języki)
- Spathosterninae(inne języki)
- Teratodinae(inne języki)
- Tropidopolinae(inne języki)

## Wybrane gatunki
- szarańcza wędrowna (Locusta migratoria)
- szarańcza pustynna (Schistocerca gregaria)
- konik polny (gatunki rodzaju Chorthippus)
- szarańcza egipska (Anacridium aegyptium)
- bezskrzydlak pieszy (Podisima pedestris)
- dołczan deresz (Stenobothrus stigmaticus)
- dołczan wysmukły (Stenobothrus lineatus)
- kobyłka syberyjska (Gomphocerus sibiricus)
- nadobnik włoski (Calliptamus italicus)
- napierśnica ciemna (Arcyptera fusca)
- Schistocerca paranensis
- siwoszek błękitny (Oedipoda coerulescens)
- skoczek zielony (Omocestus viridulus)